# Vivitar ViviCam 55
Le Vivitar ViviCam 55 est un appareil photographique numérique créé par l’entreprise américaine Vivitar.
Il permet d’enregistrer jusqu’à 300 photos en qualité standard et 90 photos en qualité supérieure.

## Caractéristiques
- Mémoire : Cet appareil photo comporte une capacité de 8 Mo de mémoire SDRAM pour le stockage temporaire des photos.

- Objectif : Mise au point fixe : manuel
  - Distance focale : 5 mm[1]
  - Intervalle de mise au point : 0,5 m à infini (normal), 0,2 à 0,5 m (macro)
  - Rapport d’ouverture : f/3,2

### Modes de fonctionnement
Mode CaptureNombre de photos pouvant être enregistrées
| Qualité / Définition | VGA | QVGA |
| -------------------- | --- | ---- |
| Qualité standard     | 91  | 367  |
| Qualité supérieure   | 26  | 104  |

Mode VidéoL’appareil peut enregistrer des clips vidéo à une définition de 320×240. La durée maximale d’enregistrement est 60 secondes.
Mode EffacerCet appareil photo permet d’effacer soit une seule photo (la dernière) (ou le dernier clip vidéo enregistré), soit toutes les photos.

### Caractéristiques supplémentaires
- Prise en mode rafale.
Les photos en rafale sont une série de photos prises à la suite. Dans chaque capture, une série de 4 photos peut être prise.
- L’appareil peut également être utilisé en caméra PC.

Caractéristiques supplémentaires
Taux d’images15 images par seconde à VGA et 30 images par seconde à QVGA
Enregistrement vidéo60 secondes à 7 images par seconde QVGA au format AVI
LCD d’état se compose de
- Compteur de photos à 3 chiffres
- Définition (VGA, QVGA)
- Photos en rafale (4 photos à la suite)
- Mode appareil photo (capture/effacer/vidéo/capture)
- Mode flash
- Indicateur de piles
- Macro
- Retardateur

ExpositionAutomatique
Balance des blancsAutomatique
Sensibilité ISOISO 100
Gestion de l’alimentationExtinction automatique après 60 secondes
Conservation des photos assuréeDurée de réserve pour conserver les photos/vidéos pendant le changement des piles : 1 minute
Format des fichiersJPEG, BMP (bitmap), AVI (vidéo)
FlashIntégré, automatique, éteint (pas de fonction « yeux rouges »)
RetardateurAttente 10 secondes
Connexion possibleport USB
CertificationCE, FCC, VCCI